# Kristoffer Tokstad
Kristoffer Tokstad (Lørenskog, 5 luglio 1991) è un calciatore norvegese, centrocampista svincolato.

## Carriera

### Club
Tokstad ha giocato nelle giovanili del Lørenskog e soltanto successivamente è passato al Lillestrøm. Ha esordito nella prima squadra nel Norgesmesterskapet 2009, in data 27 maggio: è stato infatti titolare nel secondo turno della competizione che ha visto di fronte al suo club lo Strømmen (la sua squadra si è aggiudicata il match per due a uno). Il debutto nell'Eliteserien, invece, è arrivato il 1º giugno dello stesso anno: Tokstad è subentrato a Khaled Mouelhi nel pareggio per 1-1 contro il Lyn Oslo.
Il 13 maggio 2010 ha segnato la prima rete ufficiale della sua carriera: è stata infatti sua la marcatura del definitivo 0-5 in casa dell'Hauerseter nell'edizione stagionale del Norgesmesterskapet.
Nel 2011 è passato in prestito allo Strømmen. A metà stagione è tornato al Lillestrøm, ma il trasferimento allo Strømmen è diventato a titolo definitivo con il nuovo anno.
Il 20 novembre 2013, ha firmato un contratto con il Sarpsborg 08, valido a partire dal 1º gennaio 2014. Il 6 agosto 2015 ha rinnovato fino al 2017 il contratto che lo legava al club.
Il 17 agosto 2016, ultimo giorno della finestra di calciomercato estiva in Norvegia, si è accasato allo Strømsgodset: ha firmato un contratto quadriennale.
Il 24 febbraio 2023, Tokstad ha firmato un contratto annuale con il Mjøndalen.

## Statistiche

### Presenze e reti nei club
Statistiche aggiornate al 24 febbraio 2023.
| Stagione            | Club                | Campionato          | Campionato | Campionato | Coppe nazionali | Coppe nazionali | Coppe nazionali | Coppe continentali | Coppe continentali | Coppe continentali | Supercoppe | Supercoppe | Supercoppe | Totale | Totale |
| Stagione            | Club                | Comp                | Pres       | Reti       | Comp            | Pres            | Reti            | Comp               | Pres               | Reti               | Comp       | Pres       | Reti       | Pres   | Reti   |
| ------------------- | ------------------- | ------------------- | ---------- | ---------- | --------------- | --------------- | --------------- | ------------------ | ------------------ | ------------------ | ---------- | ---------- | ---------- | ------ | ------ |
| 2009                | Lillestrøm          | ES                  | 10         | 0          | CN              | 2               | 0               | -                  | -                  | -                  | -          | -          | -          | 12     | 0      |
| 2010                | Lillestrøm          | ES                  | 3          | 0          | CN              | 2               | 1               | -                  | -                  | -                  | -          | -          | -          | 5      | 1      |
| gen.-ago. 2011      | Strømmen            | 1D                  | 9          | 1          | CN              | 2               | 0               | -                  | -                  | -                  | -          | -          | -          | 11     | 1      |
| ago.-dic. 2011      | Lillestrøm          | ES                  | 3          | 0          | CN              | -               | -               | -                  | -                  | -                  | -          | -          | -          | 3      | 0      |
| Totale Lillestrøm   | Totale Lillestrøm   | Totale Lillestrøm   | 16         | 0          |                 | 4               | 1               |                    | -                  | -                  |            | -          | -          | 20     | 1      |
| 2012                | Strømmen            | 1D                  | 30         | 9          | CN              | 1               | 0               | -                  | -                  | -                  | -          | -          | -          | 31     | 9      |
| 2013                | Strømmen            | 1D                  | 15         | 3          | CN              | 0               | 0               | -                  | -                  | -                  | -          | -          | -          | 15     | 3      |
| Totale Strømmen     | Totale Strømmen     | Totale Strømmen     | 44         | 13         |                 | 3               | 0               |                    | -                  | -                  |            | -          | -          | 57     | 13     |
| 2014                | Sarpsborg 08        | ES                  | 27         | 4          | CN              | 5               | 2               | -                  | -                  | -                  | -          | -          | -          | 32     | 6      |
| 2015                | Sarpsborg 08        | ES                  | 26         | 3          | CN              | 6               | 0               | -                  | -                  | -                  | -          | -          | -          | 32     | 3      |
| gen.-ago. 2016      | Sarpsborg 08        | ES                  | 20         | 4          | CN              | 3               | 1               | -                  | -                  | -                  | -          | -          | -          | 23     | 5      |
| Totale Sarpsborg 08 | Totale Sarpsborg 08 | Totale Sarpsborg 08 | 73         | 11         |                 | 14              | 3               |                    | -                  | -                  |            | -          | -          | 87     | 14     |
| ago.-dic. 2016      | Strømsgodset        | ES                  | 9          | 1          | CN              | 2               | 0               | UEL                | -                  | -                  | -          | -          | -          | 11     | 1      |
| 2017                | Strømsgodset        | ES                  | 27         | 1          | CN              | 1               | 0               | -                  | -                  | -                  | -          | -          | -          | 28     | 1      |
| 2018                | Strømsgodset        | ES                  | 14         | 1          | CN              | 7               | 1               | -                  | -                  | -                  | -          | -          | -          | 21     | 2      |
| 2019                | Strømsgodset        | ES                  | 21         | 3          | CN              | 1               | 0               | -                  | -                  | -                  | -          | -          | -          | 22     | 3      |
| 2020                | Strømsgodset        | ES                  | 28         | 2          | -               | -               | -               | -                  | -                  | -                  | -          | -          | -          | 28     | 2      |
| 2021                | Strømsgodset        | ES                  | 19         | 3          | CN              | 6               | 0               | -                  | -                  | -                  | -          | -          | -          | 25     | 3      |
| 2022                | Strømsgodset        | ES                  | 21         | 1          | CN              | 2               | 0               | -                  | -                  | -                  | -          | -          | -          | 23     | 1      |
| Totale Strømsgodset | Totale Strømsgodset | Totale Strømsgodset | 139        | 12         |                 | 19              | 1               |                    | -                  | -                  |            | -          | -          | 158    | 13     |
| 2023                | Mjøndalen           | 1D                  | 0          | 0          | CN              | 0               | 0               | -                  | -                  | -                  | -          | -          | -          | 0      | 0      |
| Totale              | Totale              | Totale              | 282        | 36         |                 | 40              | 5               |                    | -                  | -                  |            | -          | -          | 322    | 41     |